# Vriesea limonensis
Vriesea limonensis är en gräsväxtart som beskrevs av Werner Rauh. Vriesea limonensis ingår i släktet Vriesea och familjen Bromeliaceae. Inga underarter finns listade i Catalogue of Life.